# Cúp quốc gia Scotland 1958–59
 Cúp quốc gia Scotland 1958-59 là mùa giải thứ 74 của giải đấu bóng đá loại trực tiếp uy tín nhất Scotland. Chức vô địch thuộc về St Mirren khi đánh bại Aberdeen trong trận Chung kết.

## Vòng Một
| Đội nhà            | Tỉ số | Đội khách            |
| ------------------ | ----- | -------------------- |
| Aberdeen           | 2 – 1 | East Fife            |
| Babcock & Wilcox   | 4 – 0 | Forres Mechanics     |
| Celtic             | 4 – 0 | Albion Rovers        |
| Cowdenbeath        | 2 – 2 | Dunfermline Athletic |
| Dumbarton          | 4 – 0 | Buckie Thistle       |
| East Stirlingshire | 1 – 1 | Dundee United        |
| Forfar Athletic    | 1 – 3 | Rangers              |
| Fraserburgh        | 1 – 0 | Dundee               |
| Peebles Rovers     | 2 – 0 | Ross County          |
| Queen of the South | 1 – 3 | Hearts               |
| Raith Rovers       | 1 – 1 | Hibernian            |
| Stenhousemuir      | 5 – 2 | Eyemouth United      |
| Stranraer          | 3 – 2 | Berwick Rangers      |

### Đá lại
| Đội nhà              | Tỉ số | Đội khách          |
| -------------------- | ----- | ------------------ |
| Dundee United        | 0 – 0 | East Stirlingshire |
| Dunfermline Athletic | 4 – 1 | Cowdenbeath        |
| Hibernian            | 2 – 1 | Raith Rovers       |

#### Đá lại lần 2
| Đội nhà       | Tỉ số | Đội khách          |
| ------------- | ----- | ------------------ |
| Dundee United | 4 – 0 | East Stirlingshire |

## Vòng Hai
| Đội nhà          | Tỉ số | Đội khách            |
| ---------------- | ----- | -------------------- |
| Celtic           | 1 – 1 | Clyde                |
| Aberdeen         | 3 – 0 | Arbroath             |
| Airdrieonians    | 2 – 7 | Motherwell           |
| Ayr United       | 3 – 0 | Stranraer            |
| Babcock & Wilcox | 0 – 5 | Greenock Morton      |
| Brechin City     | 3 – 3 | Alloa Athletic       |
| Coldstream       | 0 – 4 | Hamilton Academical  |
| Dumbarton        | 2 – 8 | Kilmarnock           |
| Dundee United    | 0 – 4 | Third Lanark         |
| Fraserburgh      | 3 – 4 | Stirling Albion      |
| Hibernian        | 3 – 1 | Falkirk              |
| Montrose         | 0 – 1 | Dunfermline Athletic |
| Rangers          | 3 – 2 | Hearts               |
| St Johnstone     | 3 – 1 | Queen's Park         |
| Stenhousemuir    | 1 – 3 | Partick Thistle      |
| St Mirren        | 10-0  | Peebles Rovers       |

### Đá lại
| Đội nhà        | Tỉ số | Đội khách    |
| -------------- | ----- | ------------ |
| Clyde          | 3 – 4 | Celtic       |
| Alloa Athletic | 3 – 1 | Brechin City |

## Vòng Ba
| Đội nhà              | Tỉ số | Đội khách       |
| -------------------- | ----- | --------------- |
| Celtic               | 2 – 1 | Rangers         |
| Dunfermline Athletic | 2 – 1 | Ayr United      |
| Hamilton Academical  | 0 – 5 | Kilmarnock      |
| Hibernian            | 4 – 1 | Partick Thistle |
| St Johnstone         | 1 – 2 | Aberdeen        |
| St Mirren            | 3 – 2 | Motherwell      |
| Stirling Albion      | 3 – 1 | Greenock Morton |
| Third Lanark         | 3 – 2 | Alloa Athletic  |

## Tứ kết
| Đội nhà         | Tỉ số | Đội khách            |
| --------------- | ----- | -------------------- |
| Aberdeen        | 3 – 1 | Kilmarnock           |
| St Mirren       | 2 – 1 | Dunfermline Athletic |
| Stirling Albion | 1 – 3 | Celtic               |
| Third Lanark    | 2 – 1 | Hibernian            |

## Bán kết
| Aberdeen            | v | Third Lanark |
| ------------------- | - | ------------ |
| Norrie Davidson 15' |   | Tom Dick 2'  |

| St Mirren | v | Celtic |
| --------- | - | ------ |
|           |   |        |

### Đá lại
| Aberdeen            | v | Third Lanark |
| ------------------- | - | ------------ |
| Norrie Davidson 35' |   |              |

## Chung kết
| St Mirren                              | v | Aberdeen  |
| -------------------------------------- | - | --------- |
| Bryceland 43' · Miller 65' · Baker 76' |   | Baird 89' |